# West (okręg administracyjny Bremy)
West – okręg administracyjny (niem. Stadtbezirk) w Bremie, w kraju związkowym Brema.  
W skład okręgu administracyjnego wchodzą trzy dzielnice (Stadtteil):
1. Findorff
2. Gröpelingen
3. Walle